# 비트 슬라이싱
비트 슬라이싱(bit slicing)은 작은 비트의 모듈을 모아 큰 비트의 프로세서를 제작하는 기술을 말한다. 각각의 모듈은 하나의 비트 필드(bit field)나 오퍼랜드의 조각(slice)을 처리할 수 있는데 이러한 모듈이 모이면 완전한 워드 단위의 데이터를 처리할 수 있다. 비트 슬라이스 프로세서(bit-slice microprocessor)는 보통 2, 4비트의 ALU와 캐리(carry), 오버플로우(overflow) 신호가 포함된 컨트롤 라인으로 이루어진다. 예를 들어 4비트 ALU 2개를 나란히 배열한 후 그 사이에 컨트롤 라인을 추가하면 8비트 형태가 되는데 이런식으로 확장하여 16비트나 32비트 등 설계자가 사용하고자하는 크기의 워드로 만들 수 있다. 마이크로시퀀서 또는 컨트롤 롬은 각각의 ALU 모듈을 제어하는데 필요한 컨트롤 신호와 데이터를 실행 로직으로 건네주는 역할을 한다. 비트 프로세서 모듈로는 인텔 3000 패밀리, AMD Am2900 패밀리, 내셔널 세미컨덕터 IMP-8, IMP-16 패밀리, 74181 등이 있다.
비트 슬라이스는 1970년대 중반부터 1980년대까지 일반적으로 사용되었는데 특정 컴퓨터 시스템에서 어느 정도의 버스 폭이 필요한지에 대한 논쟁이 있었고 실리콘 칩 기술이 뒤떨어져 부품 가격이 비쌌기 때문에 간단하고 값 싼 ALU를 여러개 사용하는 것으로 컴퓨터 성능을 올리는 방법이 비용면에서 유리했다. 당시 32비트 아키텍처가 다루어지기 시작했지만 극소수의 제품이 제작 단계에 있었다. 또, 16비트 프로세서는 일반적으로 사용되었지만 가격이 비쌌고 Z80과 같은 8비트 프로세서는 막 태동하기 사작한 가정용 컴퓨터에 사용되기 시작했다. 비트 슬라이스로 기술자와 학생들이 기존에 판매되는 부품을 사용해 좀 더 성능이 좋고 복잡한 컴퓨터를 제작할 수 있었다. ALU의 세부 사항이 지정되어 있기 때문에 새로운 컴퓨터 아키텍처를 설계하는 복잡함이 대폭 줄어들었다. 60년대 말에서 80년대 중반에는 NMOS나 CMOS 트랜지스터보다 더 빠른 바이폴라 트랜지스터를 사용해 더 작고 경제적인 프로세서를 만들 수 있었으며 DSP 기능이나 행렬 변환같은 빠른 속도를 요구하는 애플리케이션을 더 높은 클럭으로 작동시킬 수 있게 되었다.
비트 슬라이스는 집적회로(IC)가 사용되기 이전의 컴퓨터에서도 사용되었는데 첫 번째 비트 슬라이스 컴퓨터는 1956~8년 캠브릿지 수학 실험 대학(University of Cambridge Mathematical Laboratory)에서 제작한 EDSAC 2였다.